# 如意申町
如意申町（にょいさるちょう）は、愛知県春日井市の地名。

## 地理
春日井市西部に位置する。東は朝宮町・柏原町、西は下屋敷町、南は稲口町、北は宮町・高山町に接する。

## 歴史
元々昭和時点で如意申町の1丁目から7丁目までの大半は成立していた。1996年の区画整理により旧高山町字広田の南東部を如意申町5丁目10の全域、11の全域、12の北半分を編入及び旧如意申町字広田を5丁目12の南半分、13の全域と6丁目18の全域として、この時に新設された如意申町8丁目の形成に字上之場の大半と稲口町字二軒屋をもって成立。同時に如意申町字上之場の残部を朝宮町2丁目に編入となった。これをもって如意申町から字が付く地域が存在しなくなった。如意申町2丁目北部で14番地と18番地が欠番となっているが名鉄春日井駅付近で行われている区画整理により宮町字下夕原と字中島の一部を編入する見込みがあるものだと思われる。

### 人口の変遷
国勢調査による人口および世帯数の推移。
| 1995年（平成7年）  | 1586世帯 4780人 |  |
| 2000年（平成12年） | 1872世帯 5421人 |  |
| 2005年（平成17年） | 1982世帯 5567人 |  |
| 2010年（平成22年） | 2238世帯 6024人 |  |
| 2015年（平成27年） | 2463世帯 6121人 |  |
| 2020年（令和2年）  | 2714世帯 6417人 |  |

## 施設
- 春日井市立松山小学校[1]
- 愛知県立春日井南高等学校[1]
- 六所社[1]
- 臨済宗妙心寺派維摩寺[1]
- あみやき亭本社

### WEB
1. ↑  “愛知県春日井市の町丁・字一覧”.   人口統計ラボ. 2021年8月15日閲覧。
2. 1 2  総務省統計局 (2022年2月10日). “令和2年国勢調査の調査結果(e-Stat) - 男女別人口，外国人人口及び世帯数－町丁・字等” (CSV). 2023年8月2日閲覧。
3. ↑  “愛知県春日井市の郵便番号一覧”.   日本郵便. 2023年10月20日閲覧。
4. ↑  “市外局番の一覧” (PDF).   総務省 (2022年3月1日). 2022年3月22日閲覧。
5. ↑  総務省統計局 (2014年3月28日). “平成7年国勢調査の調査結果(e-Stat) - 男女別人口及び世帯数 －町丁・字等” (CSV). 2021年7月20日閲覧。
6. ↑  総務省統計局 (2014年5月30日). “平成12年国勢調査の調査結果(e-Stat) - 男女別人口及び世帯数 －町丁・字等” (CSV). 2021年7月20日閲覧。
7. ↑  総務省統計局 (2014年6月27日). “平成17年国勢調査の調査結果(e-Stat) - 男女別人口及び世帯数 －町丁・字等” (CSV). 2021年7月21日閲覧。
8. ↑  総務省統計局 (2012年1月20日). “平成22年国勢調査の調査結果(e-Stat) - 男女別人口及び世帯数 －町丁・字等” (CSV). 2021年7月21日閲覧。
9. ↑  総務省統計局 (2017年1月27日). “平成27年国勢調査の調査結果(e-Stat) - 男女別人口及び世帯数 －町丁・字等” (CSV). 2021年7月21日閲覧。

### 書籍
1. 1 2 3 4 5 6  「角川日本地名大辞典」編纂委員会 1989, p. 1652.